# Nacka Grace
Nacka Grace är ett nybyggnadsprojekt i Nacka kommun, vars namn är en blinkning till Swedish Grace, vilket är en stilriktning inom konst och arkitektur från tidigt 1900-tal.
Kvarteret uppfördes av fastighetsbolaget Wallenstam. Projektet speglar en återgång till arkitektur från tidigt 1900-tal, för vilket det både prisats och kritiserats för.
När de första lägenheterna i projektet lades upp hos Bostadsförmedlingen i Stockholm blev de de mest klickade i kategorin nyproduktion.